# Lucy Stephan
Lucy Stephan OAM (* 10. Dezember 1991 in Nhill, Victoria) ist eine australische Ruderin. 2017 und 2019 wurde sie Weltmeisterin im Vierer ohne Steuerfrau, 2021 wurde sie Olympiasiegerin.

## Sportliche Karriere
Lucy Stephan gewann bei den U23-Weltmeisterschaften 2012 die Silbermedaille im Vierer ohne Steuerfrau. 2013 siegte sie mit dem australischen Achter beim Weltcup in Sydney, in Luzern belegte sie den dritten Platz im Vierer. Nach dem Sieg des Vierers bei den U23-Weltmeisterschaften trat Lucy Stephan bei den Weltmeisterschaften in der Erwachsenenklasse in zwei Bootsklassen an. Sie gewann die Bronzemedaille im Vierer und belegte mit dem Achter den fünften Platz. 2014 startete Stephan mit Charlotte Sutherland im Zweier ohne Steuerfrau, bei den Weltmeisterschaften belegten die beiden den fünften Platz. Ein Jahr darauf erreichte Stephan mit dem australischen Achter den achten Platz bei den Weltmeisterschaften, nur die erstplatzierten fünf Boote sicherten sich einen Startplatz für die Olympischen Spiele 2016.
2016 versuchte Lucy Stephan weiterhin, mit dem australischen Achter die Startberechtigung für Rio de Janeiro zu erkämpfen. In der entscheidenden Regatta in Luzern qualifizierten sich die Rumäninnen und die Niederländerinnen, die Australierinnen verpassten als Dritte des Rennens um drei Sekunden die Olympiazulassung. Nachdem die bereits qualifizierten Russinnen nach der Veröffentlichung des McLaren-Reports von der Olympiateilnahme ausgeschlossen wurden, rückten die Australierinnen nach. In der Olympischen Regatta erreichten die Australierinnen als letztes Boot des Hoffnungslaufs nicht das A-Finale und belegten den siebten Platz.
2017 siegte Stephan beim Weltcup in Posen im Vierer ohne Steuerfrau, beim Weltcup-Finale in Luzern gewannen Lucy Stephan, Katrina Werry, Sarah Hawe und Molly Goodman im Vierer, Werry und Stephan belegten außerdem den fünften Platz im Zweier. Der dritte und wichtigste Regattasieg des Vierers in der Saison 2017 war der Titelgewinn bei den Weltmeisterschaften in Sarasota. 2018 gewann der australische Vierer die Weltcup-Regatten in Linz und Luzern, bei den Weltmeisterschaften in Plowdiw erkämpften die Australierinnen Silber hinter dem US-Vierer. 2019 rückte Olympia Aldersey für Goodman ins Boot. In der Besetzung Aldersey, Werry, Hawe und Stephan siegte die Crew beim Weltcup-Finale in Rotterdam und bei den Weltmeisterschaften in Linz. Nach der Zwangspause wegen der COVID-19-Pandemie traten Lucy Stephan, Rosemary Popa, Jessica Morrison und Annabelle McIntyre bei den Olympischen Spielen in Tokio im Vierer ohne Steuerfrau an und gewannen den Titel mit 0,34 Sekunden Vorsprung auf die Niederländerinnen.
Bei den Weltmeisterschaften 2022 in Račice u Štětí gewann der australische Vierer ohne Steuerfrau mit Lucy Stephan, Katrina Werry, Bronwyn Cox und Annabelle McIntyre die Bronzemedaille hinter den Britinnen und den Niederländerinnen. Im Jahr darauf bei den Weltmeisterschaften in Belgrad belegten Giorgia Patten, Katrina Werry, Sarah Hawe und Lucy Stephan den fünften Platz im Vierer ohne Steuerfrau. 2024 wechselten alle vier Ruderinnen in den australischen Achter. Bei den Olympischen Spielen in Paris hatten die Australierinnen als Vierte etwas über eine Sekunde Rückstand auf den drittplatzierten britischen Achter.
Die etwa 1,75 m große Lucy Stephan startet für den Melbourne University Boat Club.
Für ihre Verdienste um den Sport als Goldmedaillengewinnerin bei den Olympischen Spielen 2020 in Tokio wurde sie 2022 mit der Medaille des Order of Australia ausgezeichnet.